# Phalcoboenus australis
El carancho austral (Phalcoboenus australis) es una especie de ave falconiforme de la familia Falconidae, cuya distribución se limita a los archipiélagos situados en el extremo austral de América del Sur. Es principalmente un carroñero. No se conocen subespecies.

## Distribución
Habita en las islas Malvinas, y en la mitad austral del archipiélago de Tierra del Fuego: en la isla de los Estados, y desde el borde costero sur de la isla Grande de Tierra del Fuego hasta el archipiélago de Cabo de Hornos. 

## Otros nombres comunes
Al carancho estriado también se le llama: matamico grande, carancho de las islas Malvinas, caracara austral, carancho austral o carancho negro.

## Características

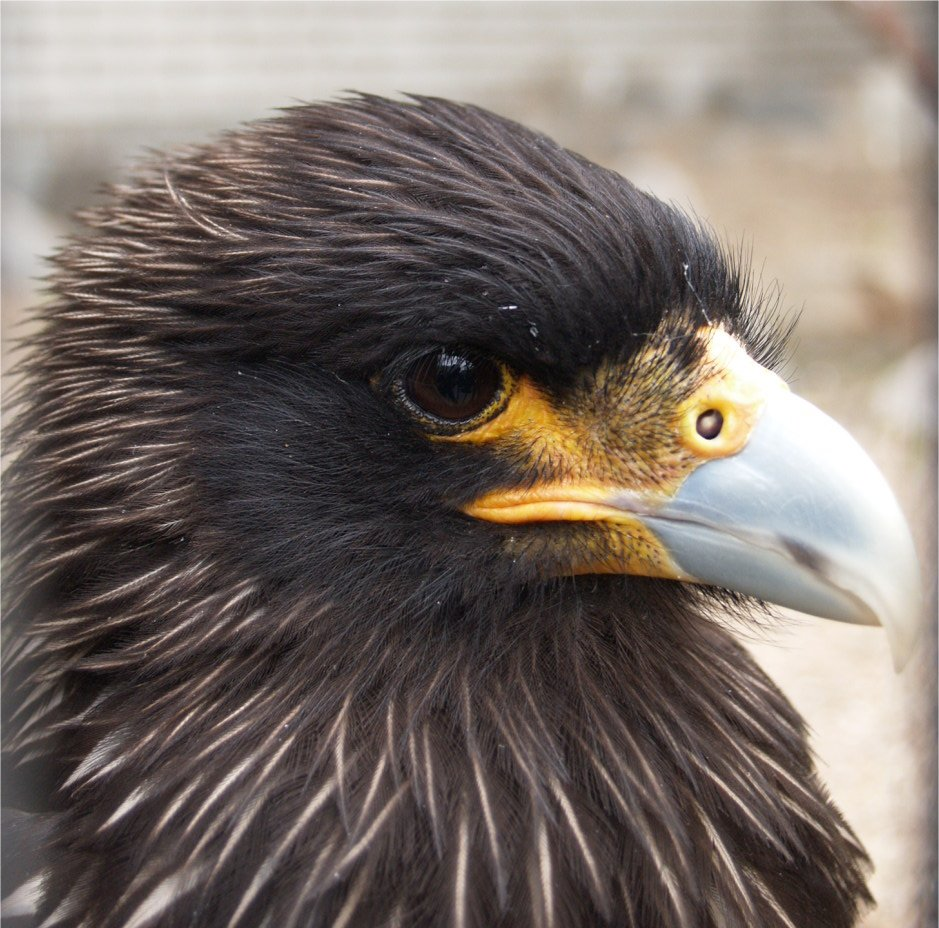

Ambos sexos tienen el mismo plumaje. El largo total es de 55 a 62 cm. Un peso estimativo de 1,2 kg. Los adultos son color castaño en la mayor parte del cuerpo excepto por la garganta, pecho y vientre que tienen pequeñas líneas longitudinales de color más claro, casi blancas. La base de la parte inferior de las plumas primarias también son blancas. La base del pico y la piel facial es amarilla, las patas también son amarillas. El plumaje de los jóvenes son de color castaño casi por completo; el pico lo tienen oscuro, y las patas son color hueso.

## Historia natural
Habita tanto en regiones donde la vegetación es esteparia como en aquellas en las cuales los bosques llegan hasta el borde marítimo, frecuentando especialmente en las costas marinas insulares subantárticas. Dentro de su área de distribución es común. Se le considera un ave sedentaria, mas durante el invierno se le ve en las islas más al norte, normalmente sin llegar a tierras continentales. Pone dos a tres huevos. Anida en colonias. El nido lo construye entre las rocas.
Son confiados con los seres humanos y tratan su acercamiento con relativa indiferencia. La población ha disminuido porque los granjeros los matan, acusándolos de daños sobre los corderos. Son muy voraces. Su alimentación principal consiste de carroña pero frecuentan las colonias de pingüinos y otras aves marinas, alimentándose ocasionalmente de pichones. Cuando los pingüinos no están nidificando, recorren las costas en busca de carroña. También escarban el suelo en busca de gusanos e insectos.

## Galería de imágenes

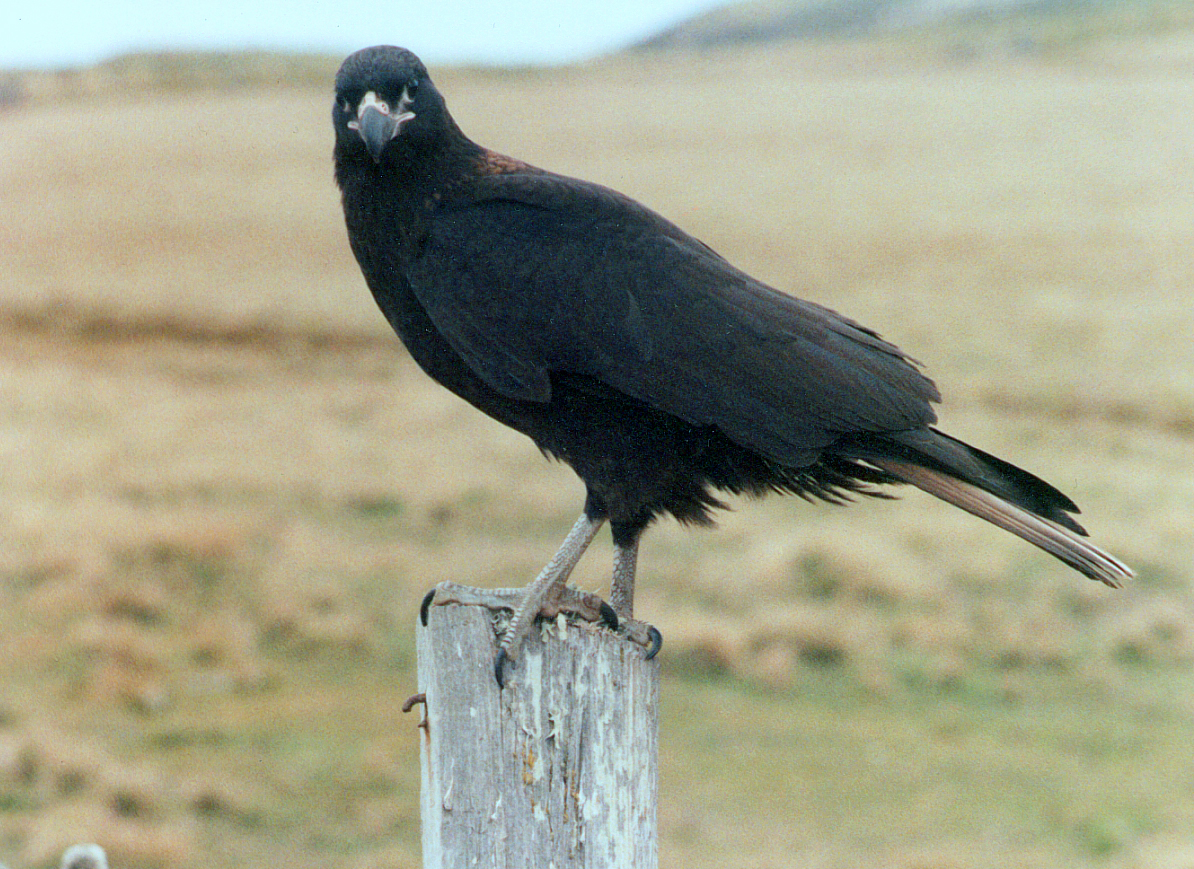
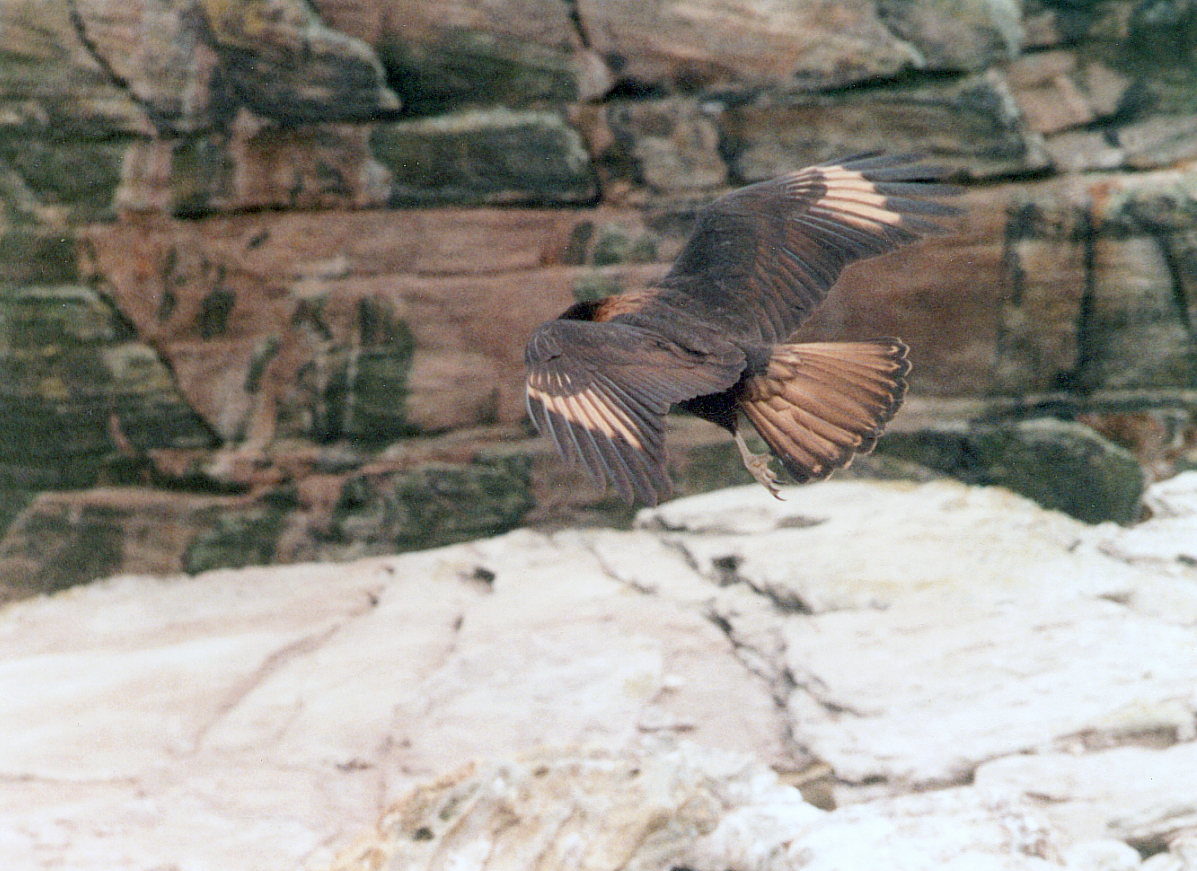
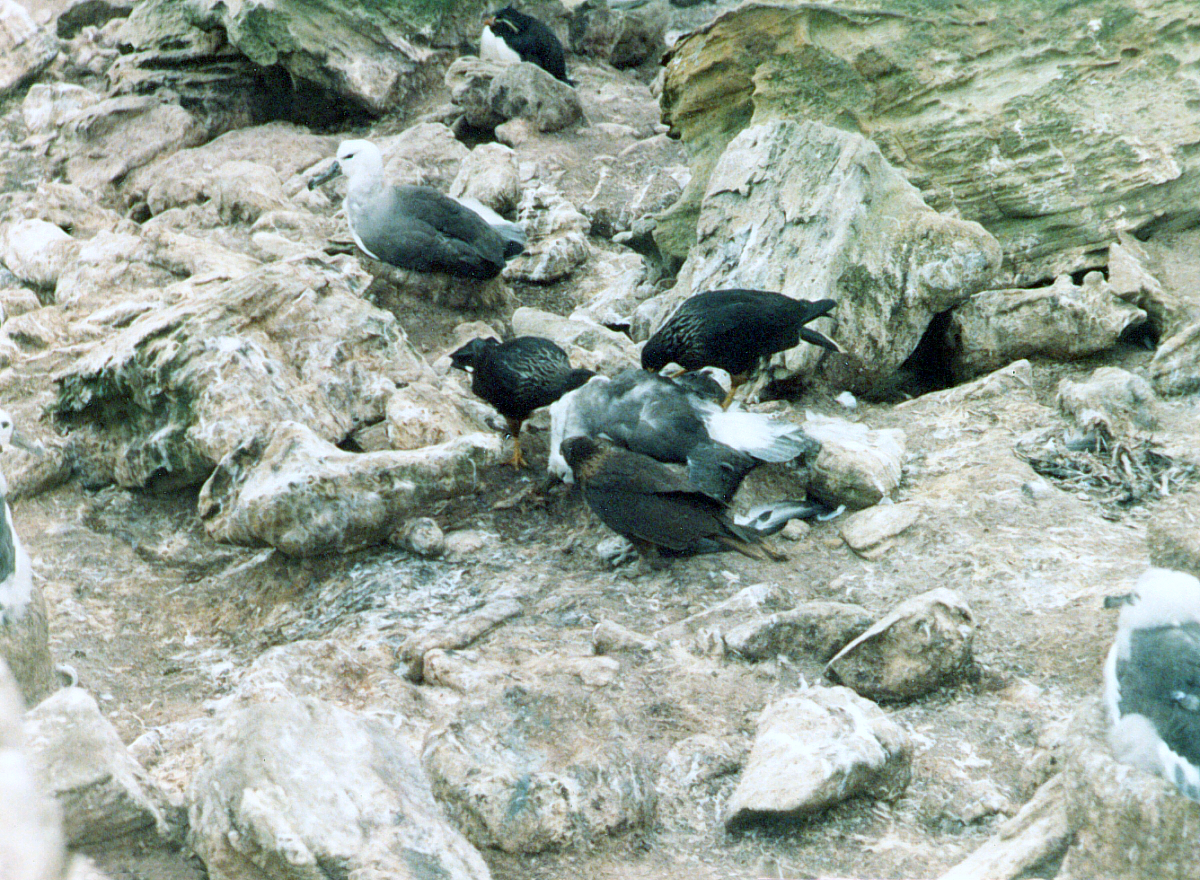
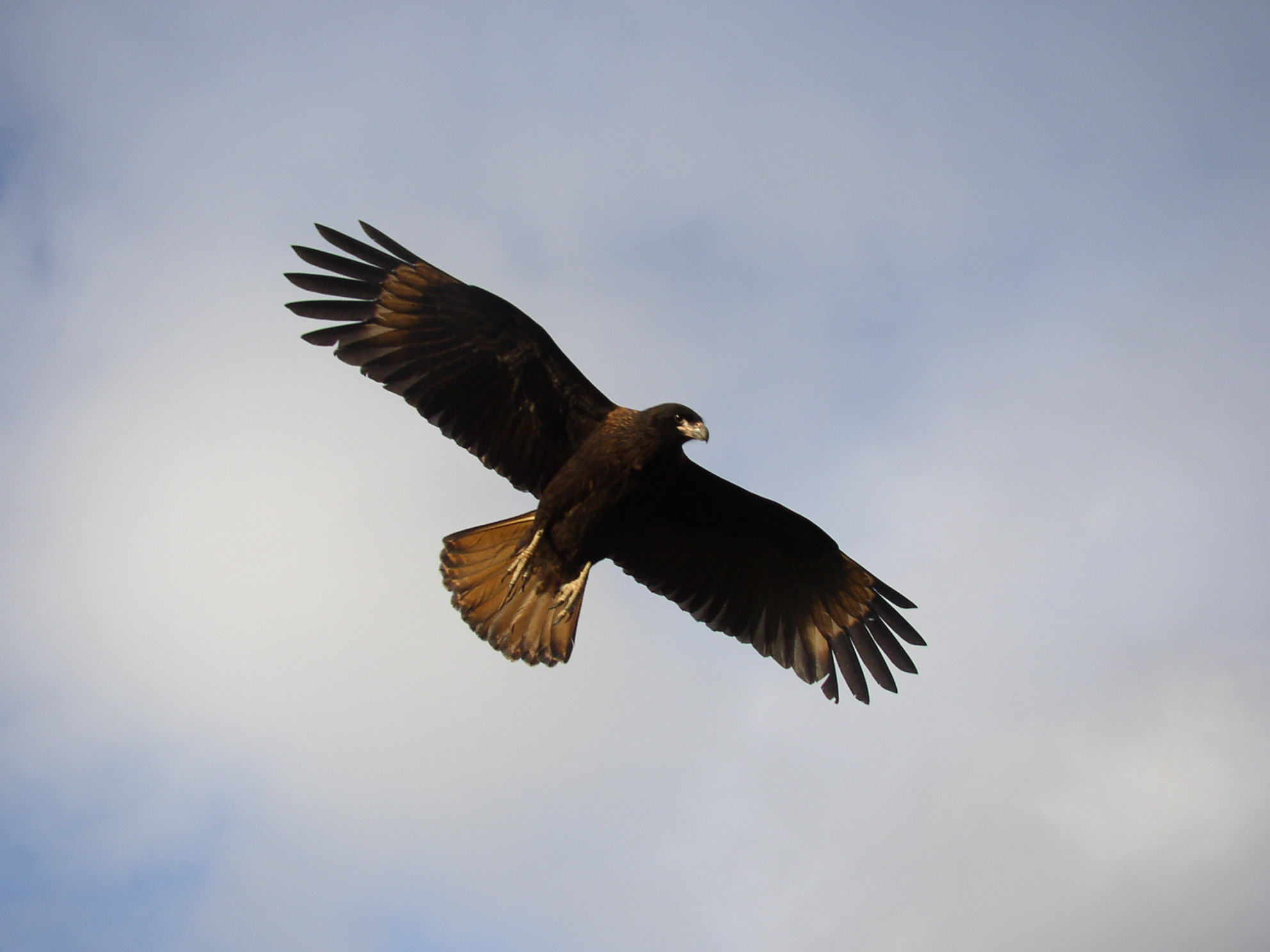